# Spathipappus
Spathipappus là một chi thực vật có hoa trong họ Cúc (Asteraceae).

## Loài
Chi Spathipappus gồm các loài: